# Čajetina
Čajetina (serbocroata cirílico: Чајетина) es un municipio y pueblo de Serbia perteneciente al distrito de Zlatibor.
En 2011 su población era de 14 745 habitantes, de los cuales 3342 vivían en el pueblo y el resto en las 19 pedanías del municipio. La gran mayoría de los habitantes del municipio son étnicamente serbios (14 440 habitantes).
Se ubica unos 10 km al suroeste de la capital distrital Užice, sobre la carretera 23.

## Clima
| Parámetros climáticos promedio de Čajetina | Parámetros climáticos promedio de Čajetina | Parámetros climáticos promedio de Čajetina | Parámetros climáticos promedio de Čajetina | Parámetros climáticos promedio de Čajetina | Parámetros climáticos promedio de Čajetina | Parámetros climáticos promedio de Čajetina | Parámetros climáticos promedio de Čajetina | Parámetros climáticos promedio de Čajetina | Parámetros climáticos promedio de Čajetina | Parámetros climáticos promedio de Čajetina | Parámetros climáticos promedio de Čajetina | Parámetros climáticos promedio de Čajetina | Parámetros climáticos promedio de Čajetina |
| Mes                                        | Ene.                                       | Feb.                                       | Mar.                                       | Abr.                                       | May.                                       | Jun.                                       | Jul.                                       | Ago.                                       | Sep.                                       | Oct.                                       | Nov.                                       | Dic.                                       | Anual                                      |
| ------------------------------------------ | ------------------------------------------ | ------------------------------------------ | ------------------------------------------ | ------------------------------------------ | ------------------------------------------ | ------------------------------------------ | ------------------------------------------ | ------------------------------------------ | ------------------------------------------ | ------------------------------------------ | ------------------------------------------ | ------------------------------------------ | ------------------------------------------ |
| Temp. máx. media (°C)                      | 1.2                                        | 4.1                                        | 9.0                                        | 12.5                                       | 17.3                                       | 20.8                                       | 23.0                                       | 23.2                                       | 19.9                                       | 14.8                                       | 7.5                                        | 2.9                                        | 13                                         |
| Temp. media (°C)                           | -2.1                                       | 0.3                                        | 4.5                                        | 7.7                                        | 12.3                                       | 15.7                                       | 17.7                                       | 17.7                                       | 14.6                                       | 10.1                                       | 4.0                                        | -0.1                                       | 8.5                                        |
| Temp. mín. media (°C)                      | -5.4                                       | -3.5                                       | 0.0                                        | 3.0                                        | 7.4                                        | 10.7                                       | 12.4                                       | 12.3                                       | 9.3                                        | 5.4                                        | 0.5                                        | -3.1                                       | 4.1                                        |
| Precipitación total (mm)                   | 67                                         | 59                                         | 60                                         | 75                                         | 100                                        | 99                                         | 89                                         | 74                                         | 78                                         | 77                                         | 86                                         | 76                                         | 940                                        |
| Fuente: Climate-Data.org                   |                                            |                                            |                                            |                                            |                                            |                                            |                                            |                                            |                                            |                                            |                                            |                                            |                                            |